# Округ Ван Бјурен (Мичиген)
Округ Ван Бјурен (енгл. Van Buren County) је округ у америчкој савезној држави Мичиген.

## Демографија
По попису из 2010. године број становника је 76.258, што је 5 (0,0%) становника мање него 2000. године.
| Група             | 2000.          | 2010.          |
| Белци             | 64.466 (84,5%) | 63.028 (82,7%) |
| Афроамериканци    | 4.001 (5,2%)   | 3.100 (4,1%)   |
| Азијати           | 229 (0,3%)     | 313 (0,4%)     |
| Хиспаноамериканци | 5.634 (7,4%)   | 7.758 (10,2%)  |
| Укупно            | 76.263         | 76.258         |